# Перша мітрідатова війна
Перша мітрідатова війна (89 до н. е. — 85 до н. е.) — військовий конфлікт між Римською Республікою і Понтійським царством, царем якого був Мітрідат VI Евпатор. Війна тривала п'ять років і закінчилася перемогою римлян, яка змусила Мітрідата відмовитися від усіх своїх завоювань і повернутися в Понтійське царство. Конфлікт із Мітрідатом VI продовжився в двох подальших Мітрідатових війнах.

## Передумови
Наприкінці III — на початку II ст. до н. е. ситуація в Малій Азії, що характеризувалася відносною стабільністю та рівним балансом сил, різко змінилася. Спочатку посилився вплив Селевкідів, чий цар Антіох III Великий почав активну завойовницьку політику. Однак римляни в ході Сирійської війни розгромили Антіоха III, у результаті чого посилився Пергам. Це не сподобалося віфінському царю Прусію I, який почав війну з Пергамом (186 до н. е. — 183 до н. е.). Понтійський цар Фарнак I у цьому конфлікті підтримував Пруссія. Пізніше за допомогою Риму відносини Віфінії і Пергама почали поліпшуватися. Фарнак мав територіальні претензії на Фригію і Галатії, які фактично стали перебувати у володінні його ворогів. У 183 р. до н. е. Фарнак захопив Синоп, а незабаром почав війну з Пергамом, Віфінією і Каппадокією. У 179 р. до н. е. за ініціативою римлян почалися переговори про мир. У цей час Фарнак почав кампанію в Каппадокії, але йому довелося відступити під натиском об'єднаних сил союзників. Понтійський цар був змушений підписати мирний договір із союзниками, відповідно до якого відмовлявся від усіх завойованих територій.
Тепер Понту довелося зіткнутися із інтересами Риму, союзниками якого були держави, до яких понтійці мали територіальні претензії. Не наважуючись на збройне протистояння з Римом, царі Понту змушені були діяти дипломатичними методами. Після поразки Фарнак перейшов до філеллінської політики, демонструючи цим свої симпатії до Риму. У другій чверті II ст. до н. е. політика Понта сильно змінилася і стала більш лояльною Риму. Це виразилося у відході від колишньої жорсткості по відношенню до грецьких полісів і в переході до філеллінської політики, яку ще активніше втілювали в життя наступники Фарнака — Мітрідат IV Філопатор Філадельф, Мітрідат V Евергет
.

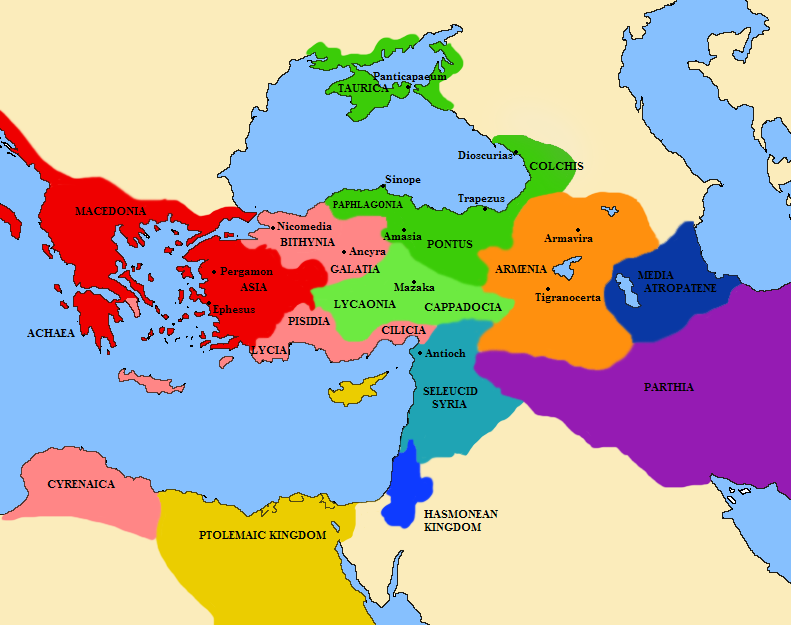
Карта Малої Азії, 89 р. до н. е., із зображенням римських провінцій та понтійської території

За перемогу в придушенні повстання їх правителі отримали хороші дари: понтійському царю Мітрідату V Евергету відійшла Велика Фригія, сини правителя Каппадокії Аріарата отримали Лікаон і частину Кілікії, а Віфінії дісталася частина Фригії. Із решти земель Пергама була створена римська провінція Азія, до якої була додана відірвана від Родосу Карія. Також під час придушення повстання понтійський цар з мовчазної згоди Риму приєднав до своїх володінь Пафлагонію та Галатію.

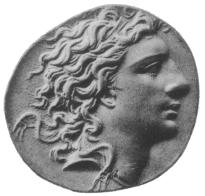
Монета із зображенням Мітрідата VI Евпатора

Після смерті каппадокійського царя влада в цій країні опинилася в руках його вдови Лаодіки (130—129 роки до н. е.), яка задля збереження своєї влади вбила п'ятьох своїх синів, але шостий вижив і був проголошений царем Аріаратом VI. Мітрідат скористався ситуацією і вторгся в Каппадокію, підтримавши Аріарата. Він вирішив одружити його на своїй дочці, унаслідок чого став би фактичним правителем Каппадокії. Таким чином, Мітрідат закінчив справу своїх попередників, встановивши контроль над областями, на які царі Понту мали свої претензії. У Римі почалися розмови про правомірність передачі Понту Великій Фригії, проте Мітрідат не поступався.
Вбивство Мітрідата Евергета (близько 123 р. до н. е.) викликало розмови про вигоду цієї події римлянам. Вдова царя Лаодіка в 120/119 році до н. е. відмовилася від контролю над Великою Фригією, яку римляни звільнили, але в 116 р. до н. е. демонстративно приєднали до своїх володінь. З цього моменту римські та італійські лихварі ще більш почали прибирати до своїх рук економіку Малої Азії, викликаючи ненависть місцевого населення.
У 109—108 роках до н. е. новий понтійський цар Мітрідат VI разом з декількома друзями вирушив у таємну поїздку по Пафлагонії, Віфінії та римської провінції Азія. Так він зміг отримати дані про стан справ у цих областях, а також заручитися підтримкою частини місцевих еліт. Крім цього був укладений союз з правителем Віфінії Нікомедом III.
Після цього Мітрідат наказав організувати військові навчання, і в 106/105 році до н. е. війська Понта і Віфінії захопили Пафлагонію. Місцевий царський рід недавно припинився, а місцеві династії (правителі, які підпорядковувалися цареві, і котрі володіли військовою і цивільною владою в наданій області) не змогли чинити серйозний опір. Країна була розділена таким чином: до Понту відходило узбережжя до Гераклеї Понтійської і долина річки Амній, а Віфінія отримувала внутрішні райони.
Місцеве населення просило Рим чинити тиск на окупантів. Римські посли прибули до дворів обох правителів, але Мітрідат і Нікомед не бажали відмовлятися від захоплених земель. Утім, Рим був зайнятий війнами з кімврами, і не відреагував належним чином на політичні зміни на сході.
У 94 році до н. е. Мітрідат зміг укласти союз з правителем Вірменії Тиграном II, видавши за нього свою дочку Клеопатру. Після цього він попросив союзника повернути престол Каппадокії своєму синові Аріарату, на що отримав згоду. Військо під керівництвом Гордія швидко вигнало ставленика римлян, але римський полководець Сулла зміг повернути престол Аріобарзану. Мітрідат вирішив не чинити опір римським представникам.
У 94 році до н. е. несподівано помер цар Віфінії Нікомед III, який залишив двох позашлюбних дітей: Нікомеда IV і Сократа. Новим правителем став перший з них, а другий був змушений піти у вигнання. У 91 році до н. е. Евпатор надав вигнанцеві гроші та військо, і той зміг вигнати свого зведеного брата. Одночасно війська Мітрідата і Тиграна вторглися в Каппадокію і знову вигнали звідти Аріобарзана. Повалені правителі постали перед Сенатом, який ухвалив консуляру Манію Аквілію і наміснику провінції Азія Луцію Кассію надати військову допомогу государям. Мітрідату було наказано допомагати, але він відмовився, нагадавши про відібраних у Понта Фригію та Каппадокію. Але незабаром він змінив своє рішення: Сократ був убитий, а римські посли могли відправитися в Понт, щоб переконатися в мирних намірах його царя.
Віфінію та Каппадокію колишнім римським господарям повернули зброєю, хоча довелося також використовувати галатів і фригійців. Незважаючи на відновлення статусу-кво, такі обставини не влаштовував ні Мітрідата, ні Рим.
Покінчивши з прихильниками Хреста, Віфінський цар зіткнувся з великими боргами римським посадовим особам і лихварям. За угодою з римлянами, Нікомед повинен був вторгнутися в Понт, а натомість республіка захистить його від відповідної реакції Мітрідата.
Віфінці пограбували місцевість аж до Амастриди, а флот блокував Боспор Фракійський, завдавши значної шкоди ворожій торгівлі. Мітрідат наказав своїм військам не чинити опір і відступати, дозволивши агресорам повернутися додому. Після цього він відправив до римлян Пелопіда. Посол зажадав від них втрутитися в конфлікт, що розгорається, вплинувши на Нікомеда або дозволивши понтійцям завдати у відповідь удар. На це він почув наступне: «Ми б не хотіли, щоб і Мітрідат зазнав щось неприємне від Нікомеда, але ми не потерпимо, щоб проти Нікомеда розпочалася війна: ми вважаємо, що не в інтересах римлян, щоб Нікомед зазнав збитків».

## Сили сторін

### Римляни
Війська римлян та їхніх союзників готувалися до вторгнення в Понт і розділили свої сили на три частини, якими командували римські полководці. Кассій стояв на кордоні Віфінії і Галатії, Маній — на шляху з Понту в Віфінію, а Оппій — біля кордонів Каппадокії. Кожен із них, за словами Аппіана, мав 40 тисяч піхоти і 4 тисячі вершників. Віфінська армія становила 50 тисяч піхотинців і 6 тисяч вершників.

### Понтійці
Мітрідат володів армією у 250 000 піхотинців і 40 000 вершників, 300 військовими судами. Крім цього були допоміжні війська: Аркафій привів із Малої Вірменії 10 000 вершників, а також 130 бойових колісниць. Також Понт мав численних союзників: Єгипет, Сирію, Вірменію, Афіни і кілікійських піратів, а також деякі фракійські племена, хоча в цій боротьбі допомогу змогли надати лише деякі з них.

## Наступ Мітрідата в Малій Азії

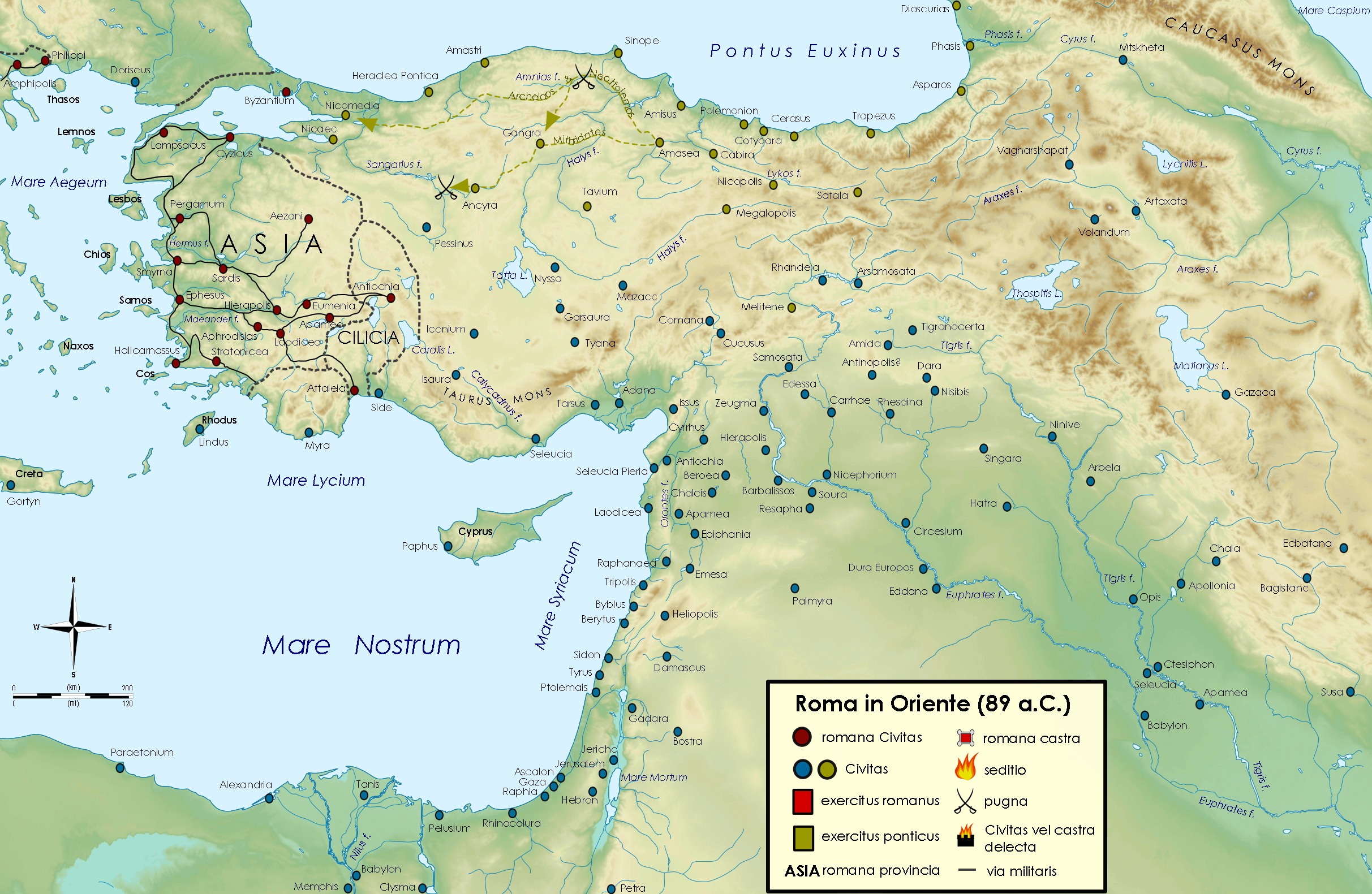
Наступ Мітрідата в Малій Азії в 89 році до н. е.

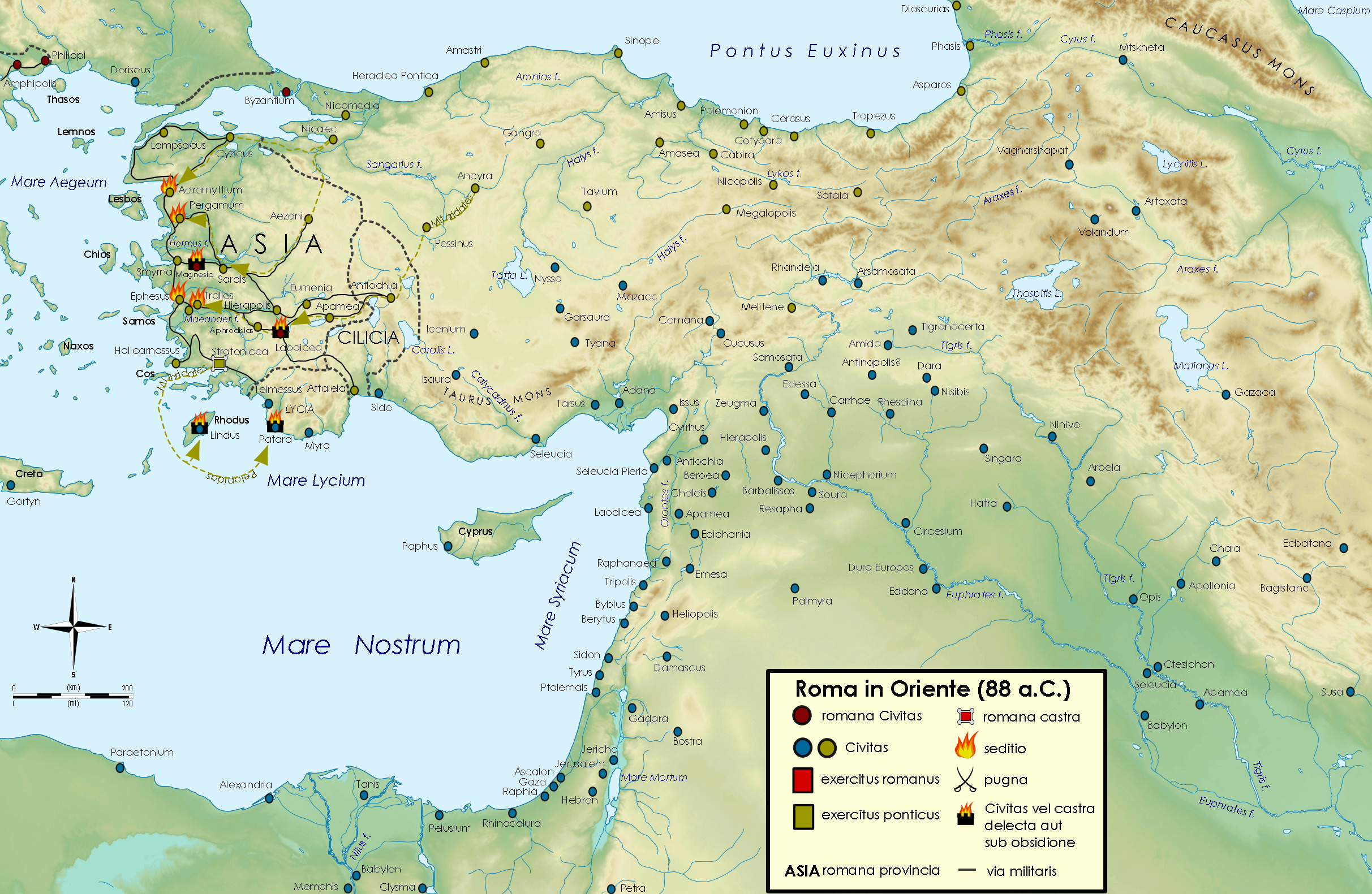
Наступ Мітрідата в Малій Азії в 88 році до н. е.

Віфінський цар Нікомед IV вторгся на територію Понту, але зазнав поразки, втративши більшу частину армії. У ході бою віфінці мали перевагу, але в результаті флангового маневру і використання серпоносних колісниць перемога залишилася на стороні понтійців. Нікомед з невеликим загоном наближених втік до табору Манія Аквілія. Полонених віфінців Мітрідат помилував і відпустив, створюючи собі репутацію милосердного господаря. Після перемоги Мітрідат вторгся у Фригію.
Згідно з Аппіаном, римські воєначальники були налякані поразкою Нікомеда, тому Маній хотів непомітно відступити. Віфінський цар тим часом утік до Касія. Близько Пахія Аківілія наздогнали понтійці під командуванням Неоптолема і Німану. Укріплений табір Манія був захоплений, а сам він втік до Пергаму. Дізнавшись про це, Кассій та Нікомед відступили в Леонтокефалію і намагалися набрати добровольців із місцевих жителів, але їм це не вдалося, так як жителі не горіли бажанням воювати за римлян, і Кассій відступив до Апамеї, Нікомед — у Пергам, а Маній — на Лесбос.. Квінт Оппій зміцнився в Лаодікеї, але місцеві жителі видали його Мітрідату, а незабаром і Манія, якого згодом стратили. Понтійський флот захопив чорноморські протоки і вийшов в Егейське море.
Місцем опору Мітрідату на першому етапі війни став Родос. Саме туди втекли римляни, вигнані з Азії, у тому числі Луцій Кассій, а також цар Нікомед. Родосці почали готуватися до облоги і вирішили спочатку зустріти понтійців у морі і розгромити їх. Однак, побачивши флот противника, що чисельно перевершує їхній, вони змушені були відступити в гавань, де і були блоковані. У ході облоги сталося кілька морських боїв, які не принесли переваги жодній зі сторін. Штурм Родосу був скасований через неготовність облогових знарядь. Після цього Мітрідат наказав зняти облогу, проте вирішив обмежитися блокадою острову.
Мітрідат повернувся до Пергаму і зробив його своєю столицею. Тут він оголосив про прощення містам державних і приватних боргів і звільнив їх від податей на п'ять років, що викликало нове зростання симпатій до понтійского царя. Подальше ведення війни Мітрідат довірив своїм полководцям. Пелопід був відправлений проти лікійців, його син Аркафій — у Фракію, а Архелай — на острови Егейського моря. У той же час Мітрідат видав таємний наказ усім начальникам його гарнізонів в один день перебити всіх римлян та італійців, які жили в Азії. Жителі, збуджені ненавистю до римлян, перебили близько 80 тисяч осіб під час так званої Ефеської вечірні.

## Боротьба за Грецію

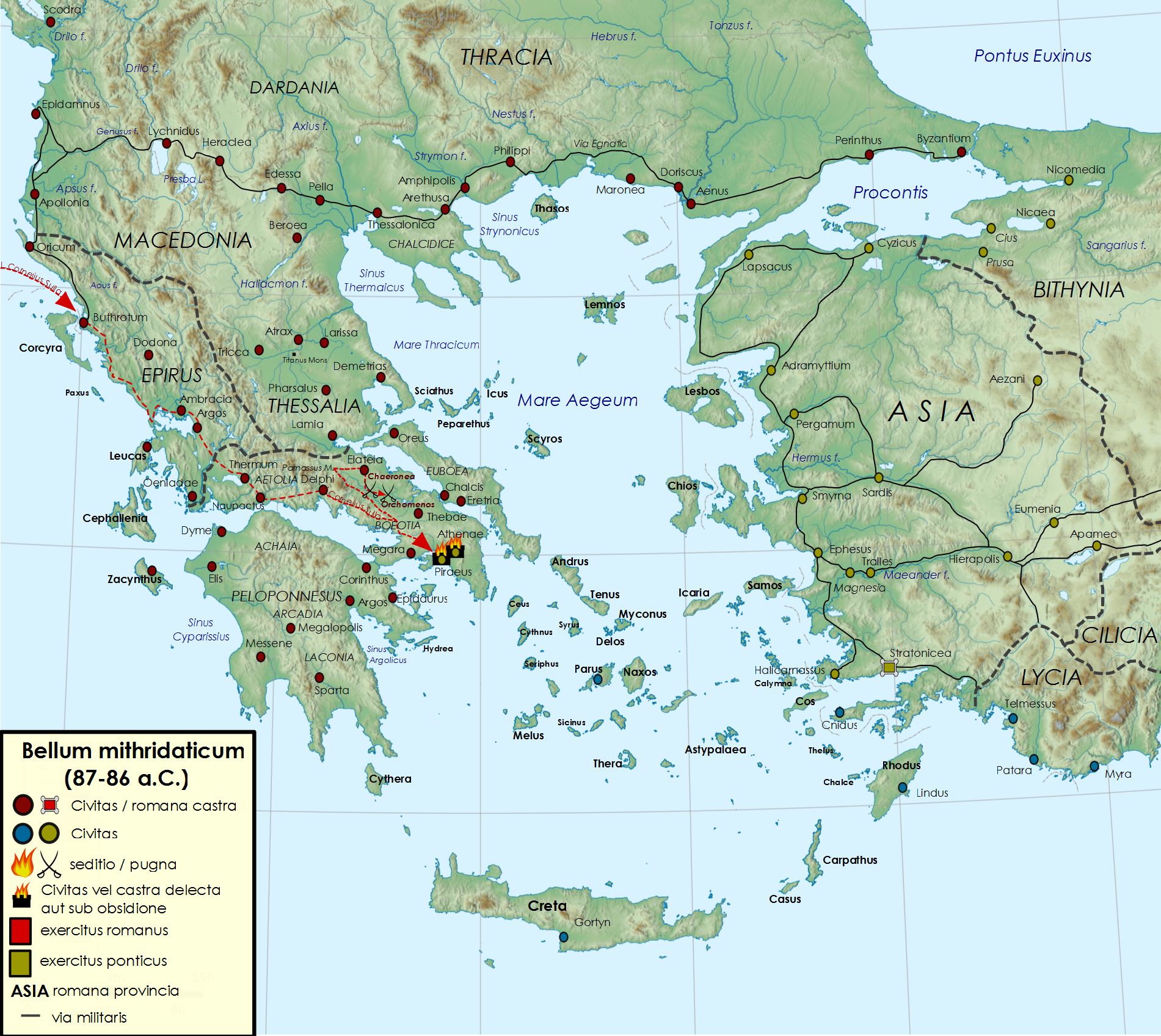
Римська республіка в Греції в 87-86 рр. до н. е., під час Першої Мітрідатової війни

У 88 до н. е. десантний корпус Архелая почав завоювання островів Егейського моря. Майже всі вони без бою перейшли на сторону понтійців. Лише на Делосі було вчинено опір. У результаті цих подій було вбито 20 тисяч римлян та італійців. Архелай оголосив про передачу острова і священної скарбниці Афінам, які формально були незалежним містом. В Афіни з грошима був відправлений Арістіон, який, спираючись на невдоволення римлянами, захопив владу в місті. Незабаром на бік Понту перейшли Пелопоннес і Беотія.
У 87 до н. е. Архелай і Арістіон виступили з армією в Беотію, де почали облогу міста Феспії, жителі якого відмовилися переходити на сторону Понту. Понтийський стратег Метрофан захопив Евбею і висадився в Середній Греції, але зазнав поразки від легата македонського намісника Бруттія Сури і відступив. Брутто рушив проти Архелая, але в триденній битві перемогу не змогла здобути жодна зі сторін. Після невдалої спроби захопити Пірей Брутто відступив до Македонії. Аркафій-Аріарат ще в 88 до н. е. був відправлений підкорювати Фракію, але діяв нерішуче.
Восени 87 до н. е. п'ять римських легіонів на чолі із Луцієм Корнелієм Суллою, призначеним полководцем у війні з Понтом, висадилися в Греції (Етолія). Отримавши найманців, продовольство і гроші, він через Фессалію рушив до Аттики проти Архелая. Під час його походу через Беотію деякі беотійські міста перейшли на його сторону. Понтійський полководець не наважився вступити в бій і відступив до Пірею. Інша частина війська взяла в облогу Афіни. Перший штурм Пірея не вдався, і Сулла приступив до правильної облоги. Взимку в Афінах почався голод, а Архелай не мав можливості поставити продовольство в місто. Сулла вирішив організувати морську блокаду Пірею, для чого відправив Лукулла до царів Сирії, Єгипту та на Родос. Йому вдалося впоратися з дорученням, і Лукулл почав морську кампанію проти флоту Мітрідата.

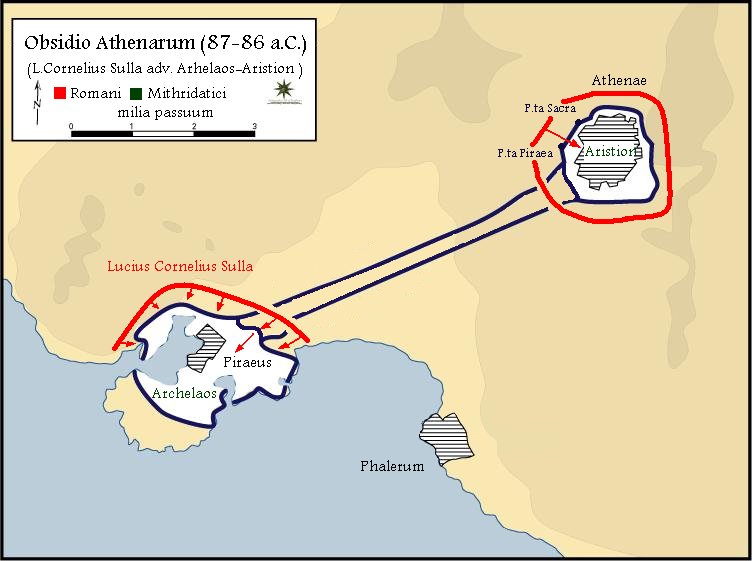
Облога Афін військами Сулли
Сулла
Архелай та Арістіон

Взимку 87/86 років до н. е. загін Неоптолема зазнав поразки у Халкіді, але Аріарат пройшов Фракію, зайняв Македонію і рухався до Греції. Щоб уникнути зіткнення відразу з двома арміями, Сулла почав штурм Пірею. Однак це йому не вдалося, і він знову перейшов до облоги. Тим часом Аріарат захворів в дорозі та помер, а його армія через це затрималася. Афіняни страждали від голоду і відправили послів до Сулли просити про мир, але він відмовив їм. У результаті нічного штурму римляни 1 березня 86 до н. е. вступили в Афіни. Арістіон з невеликим загоном сховався в Акрополі, де тримався кілька днів, а в місті почалася різанина. Після взяття міста, полководець направив сили на штурм Пірею. Протягом декількох днів у ході кровопролитних боїв римляни зайняли більшу частину порту, і Архелай з рештою війська відплив до Беотії, а потім в Фессалію.
Досягнувши Фермопіл, понтійский стратег приєднав до своїх сил військо Аріарата, після чого під його командуванням опинилося 50 000 піхотинців, 10 000 вершників і 90 бойових колісниць. Сулла також об'єднався з 6-тисячним легіоном Гортензія, і командував армією чисельністю 15 000 піхоти і 1 500 кавалерії. Після цього Архелай попрямував в сторону Фокіди, і став табором у міста Херонея, розташувавши військо між пагорбами, коли його наздогнав Сулла.
Понтійський воєначальник направив в атаку кавалерію і колісниці, проте його дії не увінчалися успіхом. Тоді в атаку пішло все військо. У перших рядах йшла кавалерія, потім 15-тисячній фаланга, набрана зі звільнених македонських рабів, а потім італійські перебіжчики, озброєні за римським зразком. Кіннота розбила римські ряди та почала їх оточення. Але Сулла разом з вершниками і двома когортами зміг відкинути понтійських вершників, які своїм відступом змішали ряди фаланги. Римська піхота почала прорубуватися крізь понтійські ряди, а велика скупченість і ландшафт остаточно вирішили результат битви. З війська Архелая вціліло 10 000 чоловік, які змогли досягти Халкідіки, і звідти продовжили набіги на узбережжя.
13 січня 86 до н. е. в Римі помер Гай Марій, і новим консулом став Луцій Валерій Флакк. Він був противником Сулли, і Сенат направив його до Греції, а звідти він вирушив до міста Візантій. У 85 до н. е. в Халкіді висадилася нова 80-тисячна понтійська армія під командуванням Дорілая, що з'єднала з Архелаєм. Після цього Беотія знову перейшла до рук Мітрідата.

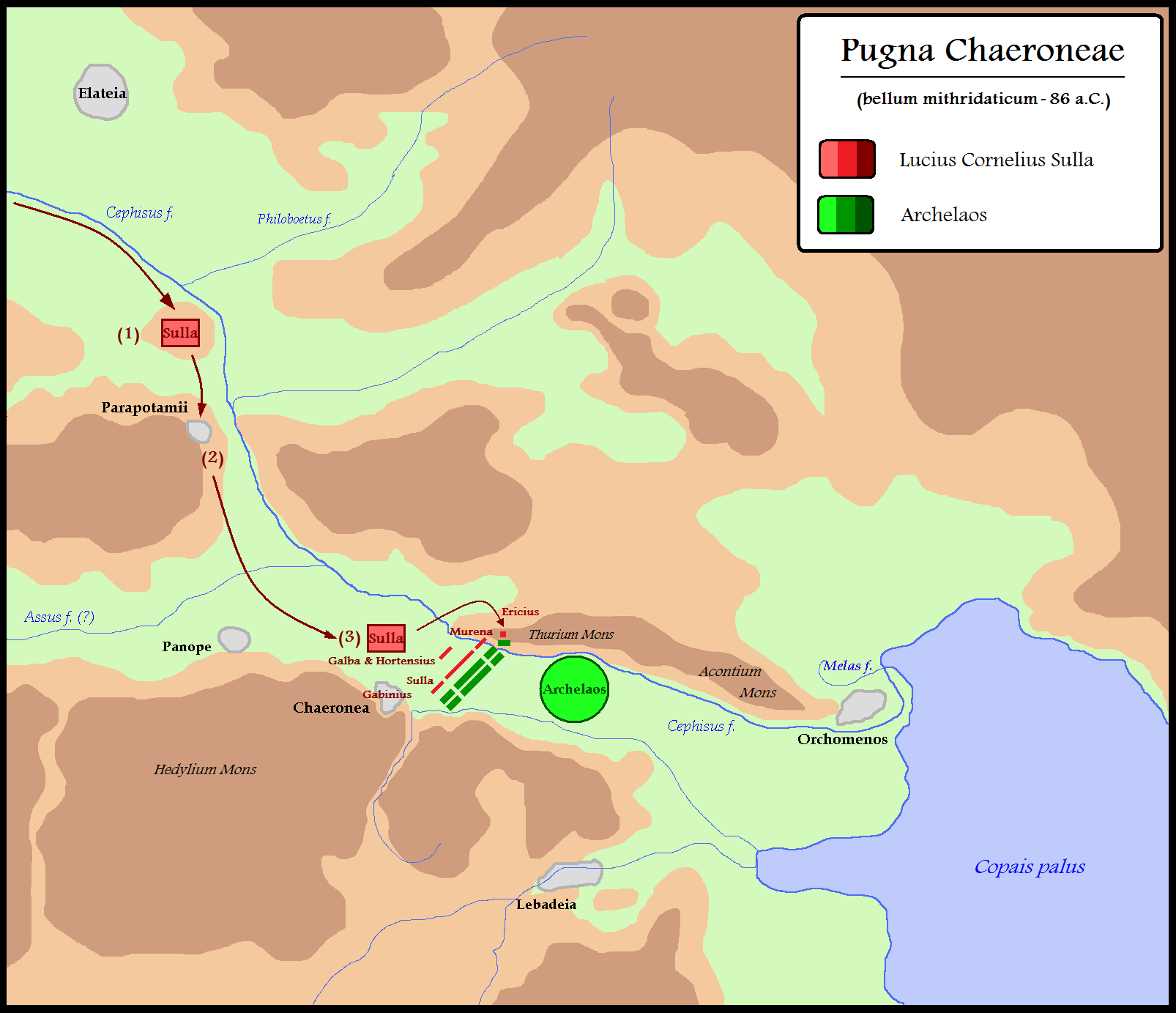
Битва при Херонеї 86 р. до н. е.
Сулла
Архелай

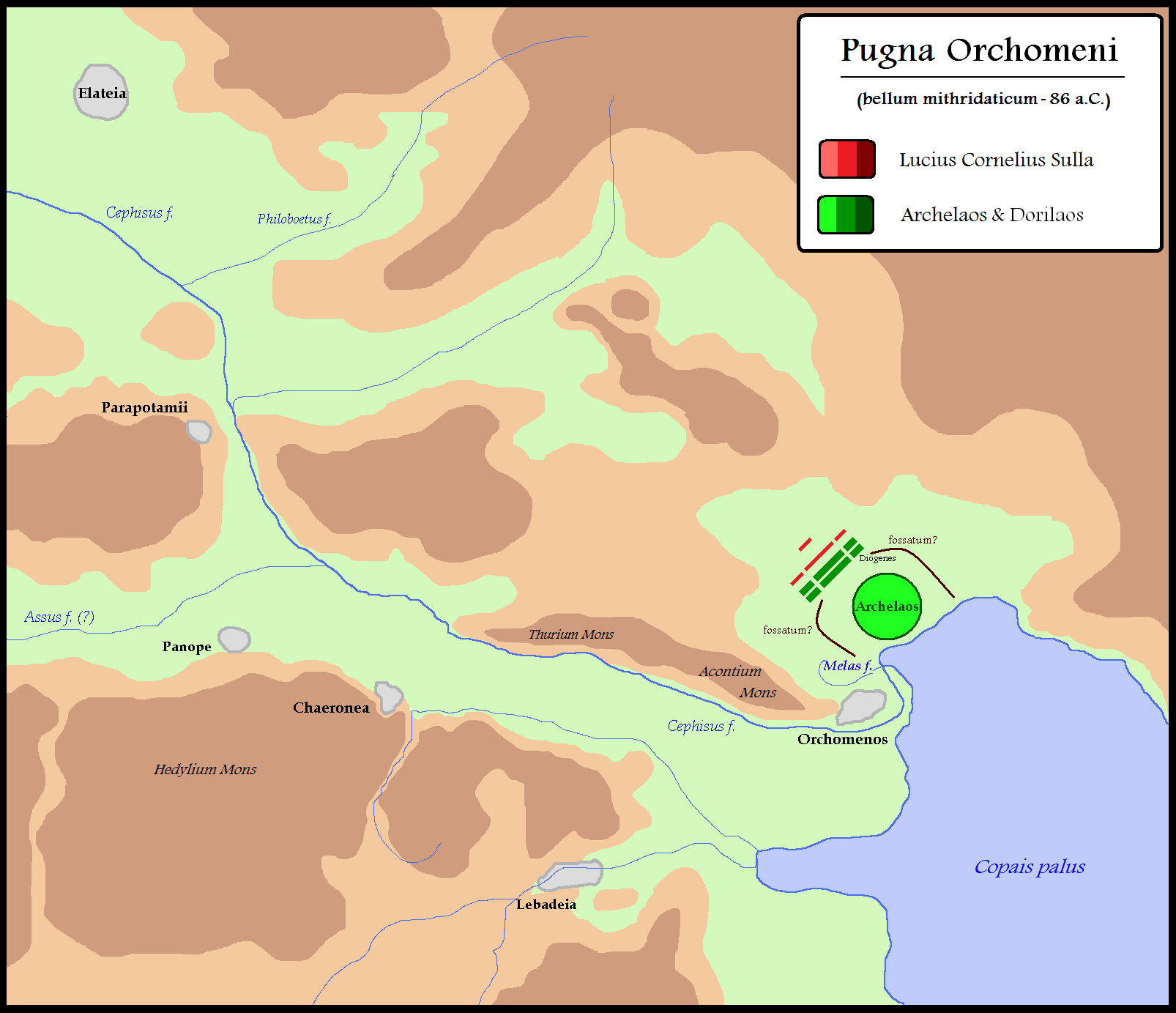
Битва при Орхомені 85 р. до н. е.
Сулла
Архелай та Дорілай

Сулла вийщов назустріч понтійцям. Битва між ними відбулася біля Орхомена. Місцем стала позбавлна дерев рівнина, що тягнеться до боліт. Сулла наказав копати рів перед своїм табором, щоб позбавити понтійську кавалерію переваг, але ворожа кавалерія розігнала римських землекопів. Переслідуючи їх, вершники встигли розгромити більшу частину римського війська, і солдати кинулися втікати. Сулла зміг їх зупинити, і потім, за допомогою двох когорт з правого флангу відкинути кавалеристів. Після цього римляни знову почали копати рів, що змусило понтійців почати нову атаку, яка була відбита. За один день понтійці втратили 15 000 чоловік.
Наступного дня Сулла почав штурм ворожого табору, у ході якого воїни з обох сторін проявили неабиякий героїзм і мужність. Однак римляни змогли здолати противника, і Архелаю довелося тікати. У цей час до Сулли прибули представники римської аристократії, вигнані з міста його противниками, тому він вагався в питанні продовження війни.

## Завершення війни і Дарданський мир
Дізнавшись про Орхоменську поразку, цар дав наказ Архелаю укласти мир на сприятливих умовах. Сулла хотів якомога швидше повернутися в Рим для боротьби з політичними противниками, але він бажав повернутися туди тріумфатором, і тому висунув жорстокі умови: понтійський флот передавався римлянам, Понт виплачував компенсацію римських військових витрат, Мітрідат повертав всі свої завойовані землі, видавав бранців і перебіжчиків. Стратег негайно почав виведення військ, а про решту пунктів вирішив дізнатися у свого повелителя. За цей час легіонери розграбували землі енетів, дарданів і синтів, що жили на кордоні з Македонією. Посли Діоніса повідомили про його незгоду з поступкою римлянам флоту і Пафлагонії. Дізнавшись про це, Сулла віддав наказ про похід в Азію, і наказав Лукуллу готувати флот. Тільки особиста участь Архелая змогла переконати його погодитися на мир.
У серпні 85 до н. е. лідери протиборчих сторін зустрілися у малоазійському місті Дардан. Суллу супроводжували чотири когорти піхоти і 200 вершників, Мітрідата — 20 000 гоплітів і 6 000 кавалеристів. Залишивши супутників, вони зійшлися на наступних умовах: Понт віддавав Суллі 3 000 талантів і 80 трієр, провінція Азія поверталася до Риму, а Віфінія і Каппадокія залишали за собою свій колишній статус, малоазійські міста отримували амністію, а деякі з них (Хіос, Родос, Іліум, Магнесія-на-Меандрі, кілька лікійських і карійських поселень) за опір понтійцям нагородили титулом Друзів римського народу. Сторони відмовилися від письмової копії договору. Після цього Сулла розгромив війська під командуванням Фімбрія і повернувся в Рим, а Діоніс направив війська в Боспор і Колхіду, що відокремилися від його володінь за час війни. Римський державний діяч вельми активно зайнявся відновленням довоєнної ситуації в регіоні. Для відновлення царів був направлений Гай Скрібоній Куріон, а Пафлагонія була розділена між місцевим царем Піломеном і Атталем. Усі реформи Евпатора були скасовані.

## Підсумки та наслідки

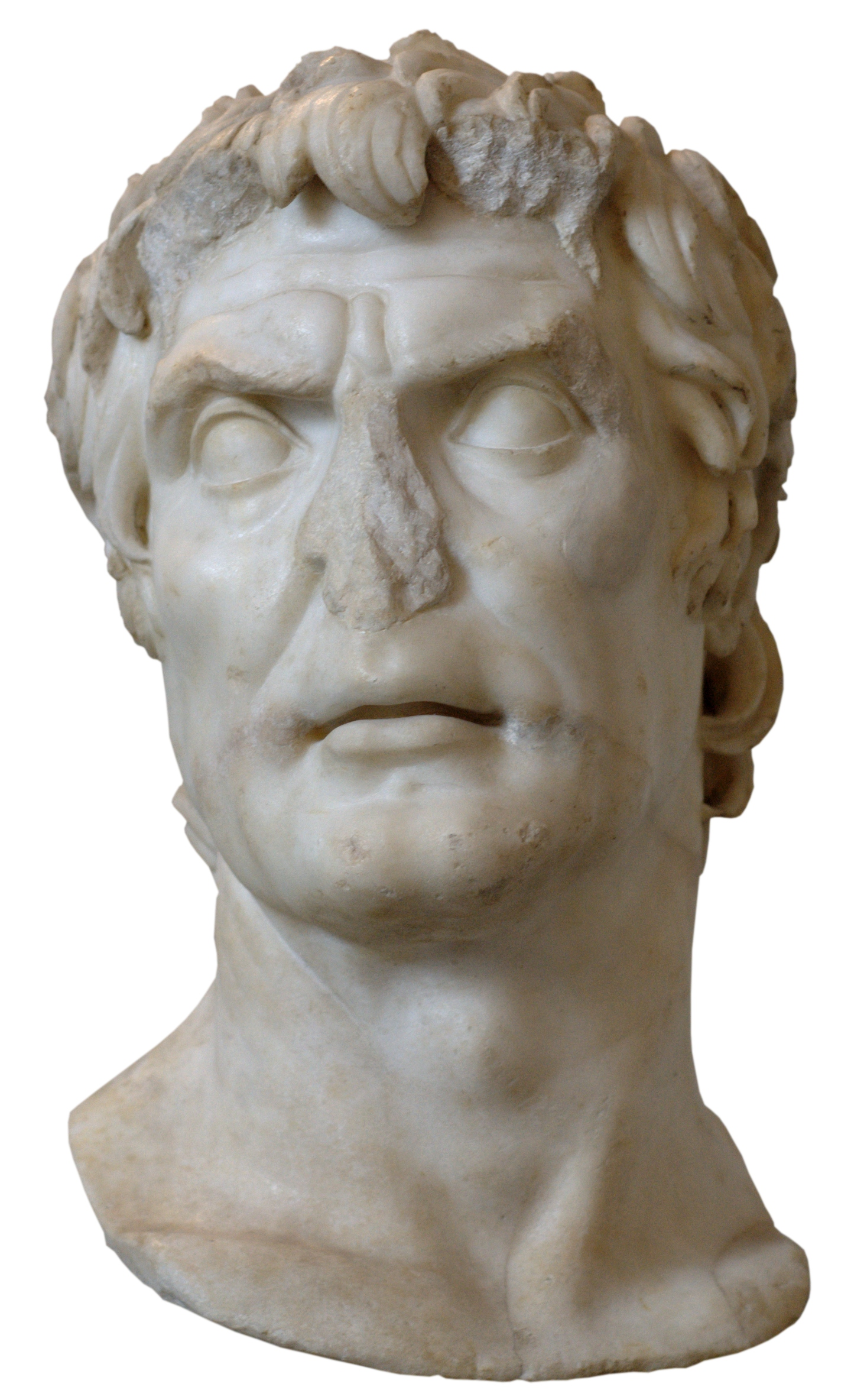
Луцій Корнелій Сулла

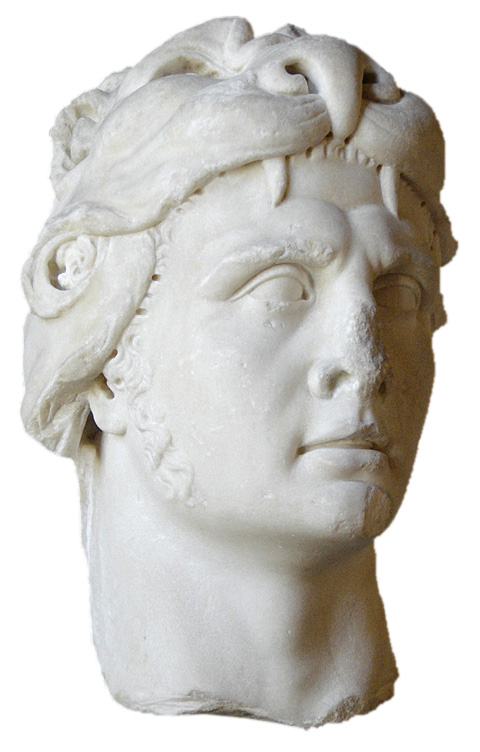
Останній понтійський цар Мітрідат VI Евпатор

У результаті війни Мітрідат не досяг жодного зі своїх завдань: захопити Азію, звільнити Грецію, послабити Рим. З іншого боку, він майже нічого не втратив: 3 000 талантів контрибуції були значно меншою сумою, на відміну від тієї, що вивезли з Азії, територіальні втрати спірні. Ймовірно, обидві сторони відмовилися від продовження війни через внутрішньополітичні причини.
Римські солдати і офіцери були незадоволені мирним договором. Ймовірно, вони розраховували на продовження війни і велику здобич. Незважаючи на декларований сторонами обов'язок дотримуватися неписаних умов мирного договору, порушення були з обох сторін. Бійці Мітрідата не покинули кілька каппадокійських фортець, а Сулла жорстоко обійшовся з полісами, які підтримали понтійців. Сулла залишив в Азії Луція Ліцинія Мурена разом з двома легіонами. З відплиттям свого патрона, той почав готуватися до війни з Понтом, до чого його спонукав Архелай, ображений своїм повелителем. У 83 до н. е. римські війська вторглися в Понт, почавши тим самим Другу Мітрідатову війну.

### Дослідження
- Brizzi, Giovanni (1997). Storia di Roma. 1. Dalle origini ad Azio. Bologna: Pàtron.
- Beesley, A.H. (1921). The Gracchi Marius and Sulla. Архів оригіналу за 3 березня 2016. Процитовано 26 травня 2017.
- Mayor, A. (2009). The Poison King: The Life and Legend of Mithradates, Rome's Deadliest Enemy. Princeton: PUP. с. 480. ISBN 978-1-400-83342-9.
- Наумов Л. (2010). Митридатовы войны. М.: Волшебный фонарь. с. 512. ISBN 978-5-903505-38-8. Архів оригіналу за 5 листопада 2017. Процитовано 26 травня 2017.

- Молев, Е. А. (1995). Властитель Понта. Монография. Н-Н: ННГУ. с. 195. Архів оригіналу за 5 травня 2017. Процитовано 26 травня 2017.

- Климов, О. Ю. (2010). Пергамское царство. СПб.: Факультет филологии и искусств СПБГУ; Нестор-История. ISBN 978-5-8465-0702-9. Архів оригіналу за 28 травня 2017. Процитовано 26 травня 2017.

- Габелко, О. Л. (2009). К династической истории эллинистической Каппадокии: царский дом Ариаратидов. Античный мир и археология. Т. 13. Саратов. с. 92—118. Архів оригіналу за 10 червня 2017. Процитовано 26 травня 2017.
- Сапрыкин, С. (1996). Понтийское царство: Государство греков и варваров в Причерноморье. Москва: Наука. ISBN 5-02-009497-8. Архів оригіналу за 13 травня 2017. Процитовано 26 травня 2017.
- Смыков, Е. В. (2002). Митридат и эллины (к вопросу о позиции греческих полисов во время Первой Митридатовой войны). Ростов-на-Дону: Международные отношения в бассейне Черного моря в древности и средние века. Материалы X международной научной конференции 29 мая—3 июня 2001 г. Архів оригіналу за 22 травня 2017. Процитовано 26 травня 2017.